# Eugen Wolf (Schwimmer)
Eugen Wolf (geb. vor 1893; gest. nach 1896) war ein deutscher Schwimmer, der im ausgehenden 19. Jahrhundert aktiv war. Er startete zunächst für den SV Düsseldorf, dann für den Wiener ASC. 
Bei den Deutschen Schwimmmeisterschaften 1893, 1894, 1895 und 1896 gewann er jeweils den Titel über 100 m Freistil.  